# 야전포

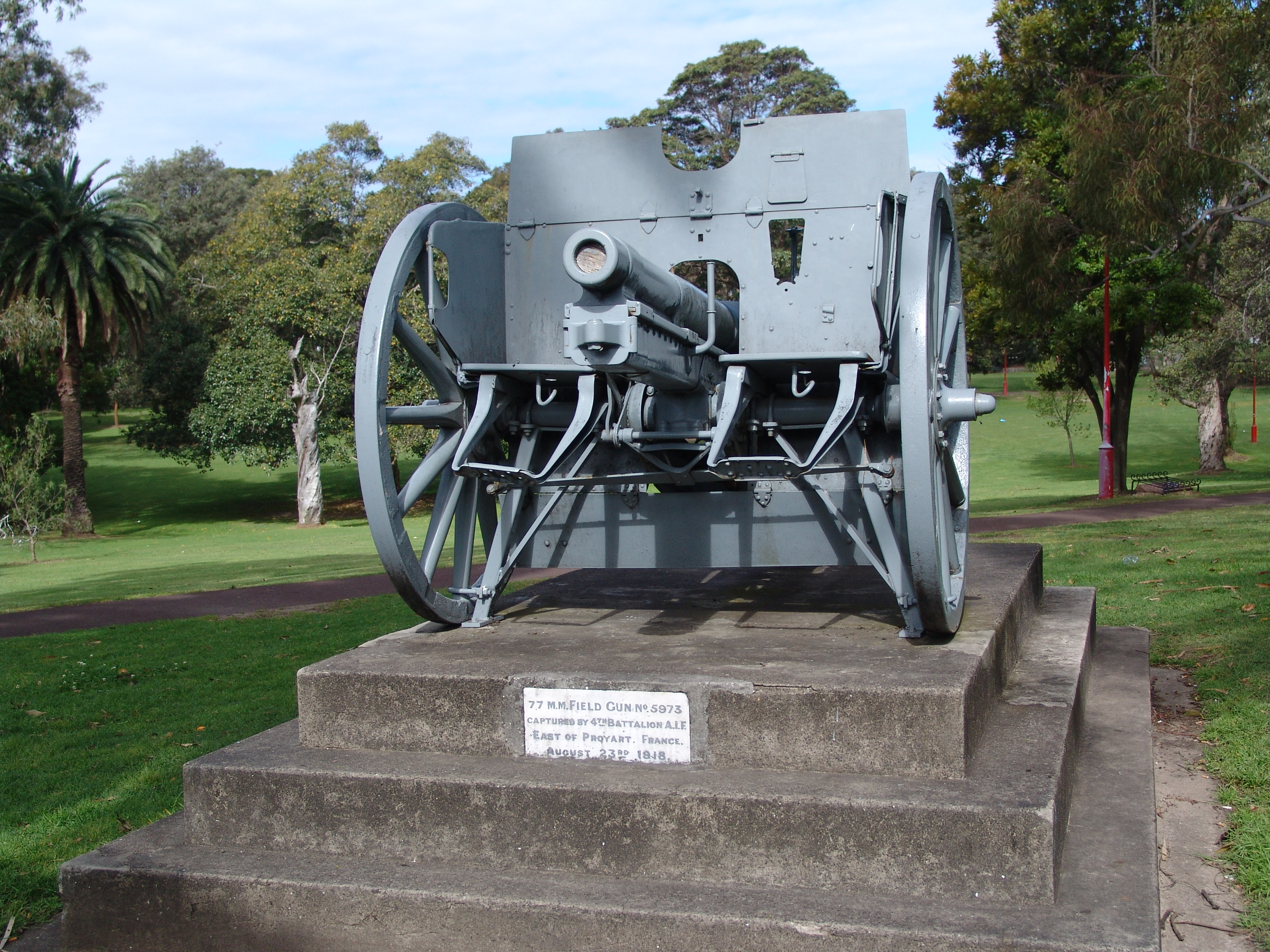
독일 77mm 야전포

야전포(野戰砲, 영어: field artillery )는 야전에서 쓰이는 대포이다. 이동하기 쉬우며 발사속도가 빠르다. 포가 받침이 있다는 점에서 박격포와 구분된다.

## 같이 보기
- 자주포(SPG)
- 견인포